# The Indien
The Indien is een Nederlandse indiepopband uit Den Haag, een project rondom Rianne Walther. Live speelt ze met gitarist Casper Talsma, gitarist Kas Lambers, bassist Javièr den Leeuw, toetsenist Marleen Hoebe en drummer Remy de Boer.

## Geschiedenis
The Indien werd opgericht in 2014. Op 19 januari 2015 verscheen hun eerste ep, Cologne. Een debuut met hedendaagse soulvolle songs in de 1960's beat-traditie van bands als Shocking Blue en Jefferson Airplane. In 2015 maakte The Indien al kilometers. Op 15 maart 2015 bracht Chef Special de EP Shot in de Dark uit, met daarop het gelijknamige nummer waarop The Indien meezingt als gastartiest. Ze traden op veel Nederlandse podia op en in maart vertrokken ze naar Brighton in Engeland om op het muziekfestival The Great Escape te spelen. In het voorjaar van 2016 tourde The Indien veel langs Nederlandse clubs. The Indien bracht een tweede ep, Hiatus uit. Daarna werd de band opgemerkt door het Britse label Disturbing London.
Na een paar jaar pauze maakte de band in 2020 een comeback met de singles Blame You en Longtime Lover. In november en december 2020 tourde The Indien langs meerdere grote Nederlandse podia. In 2022 bracht The Indien de single Born Again uit.
Op 17 maart 2023 bracht The Indien de single Be Yours uit. Deze single betekende de definitieve doorbraak van The Indien. Be Yours werd uitgeroepen tot NPO Radio 2 Topsong. Op 5 juli 2023 maakte The Indien bekend in 2024 hun debuutalbum uit te brengen. Op 4 augustus 2023 werd de single Sleep When I'm With You uitgebracht. Ook deze single werd uitgeroepen tot NPO Radio 2 Topsong. Tevens wordt de band door Di-Rect en Son Mieux uitgenodigd om op te treden in het voorprogramma van hun concerten in Rotterdam Ahoy en AFAS Live. Op 3 november 2023 werd de single Stay uitgebracht. Deze single werd door 3FM tot Megahit uitgeroepen. In december 2023 was The Indien te gast bij 3FM Serious Request.
In 2024 werd de band genomineerd voor zowel een Edison in de categorie alternative als een 3FM Award in de categorie beste indiegroep. In maart 2024 bracht The Indien haar debuutalbum uit, waar onder andere Be Yours en Stay op staan. Dit album werd genomineerd voor een 3FM Award voor beste album. De band trad op 3 mei 2024 op in EKKO in Utrecht waar het haar eigen show geeft. Twee dagen later staat de band op Bevrijdingspop in Haarlem wat door zangeres Rianne Walther wordt omschreven als 'het grootste podium waar de band tot dan toe heeft opgetreden'. The Indien bracht op 3 oktober 2024 de nieuwe single Dancing On My Feelings uit. Deze ging live in première bij NPO 3FM. Een dag later werd de single tot 3FM Megahit uitgeroepen. Daarnaast scoorde The Indien haar derde TopSong met het nummer.
Voor de eerste single van 2025 werkte The Indien samen met songwriter en producer Eg White waarmee de track "Bobby" geschreven werd. Deze werd uitgebracht op 21 februari 2025.

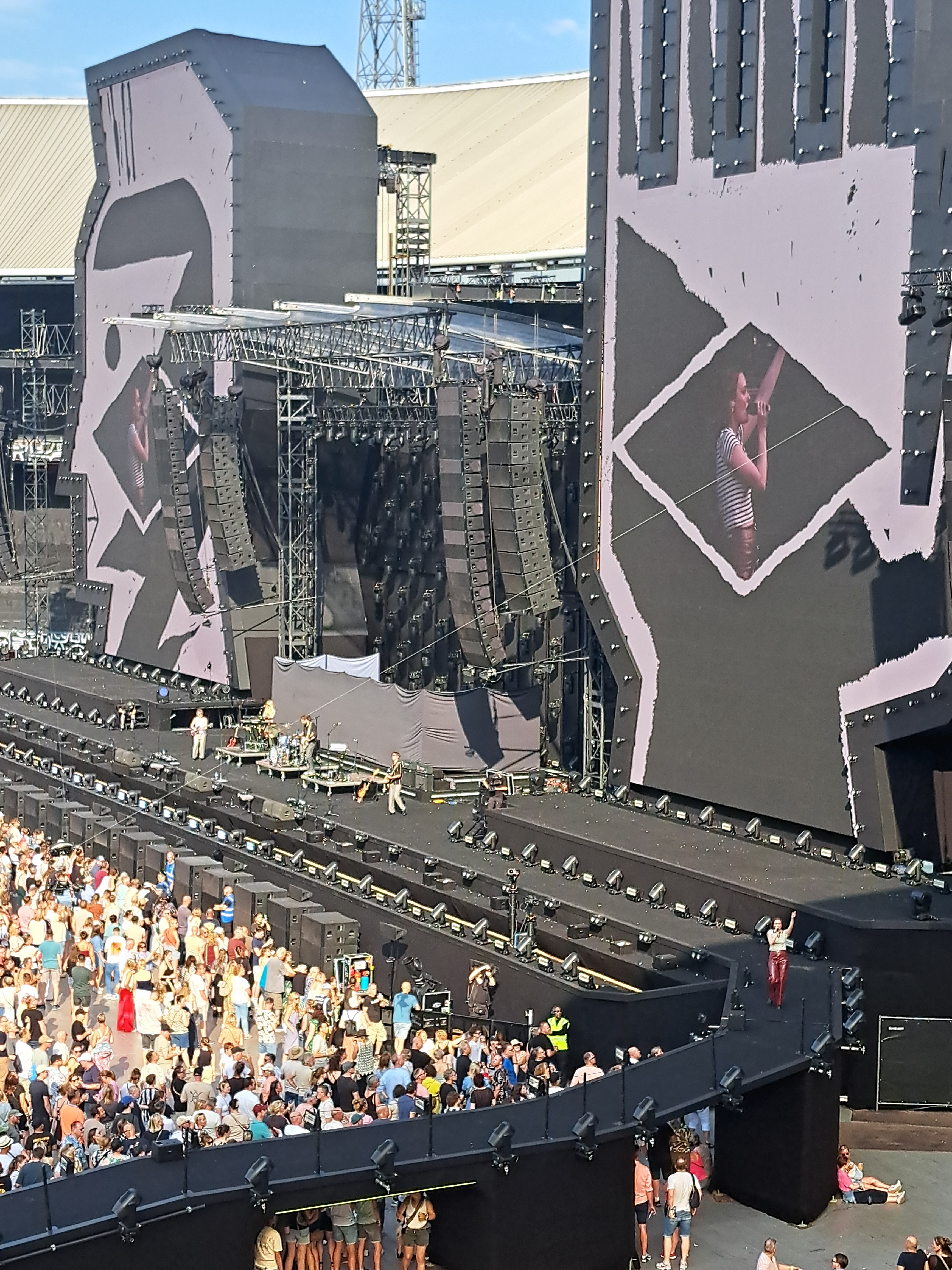
The Indien in De Kuip, Rotterdam, in juni 2025

Op 12, 13 en 14 juni 2025 stond The Indien in De Kuip als voorprogramma van de eveneens Haagse band Di-Rect. Het waren tevens de laatste concerten die werd gehouden in De Kuip.

## Discografie

### Albums
| Album      | Verschijnen     | Label | Hitlijsten | Hitlijsten |
| Album      | Verschijnen     | Label | NL         | NL         |
| Album      | Verschijnen     | Label | Piek       | Weken      |
| ---------- | --------------- | ----- | ---------- | ---------- |
| Cologne    | 19 januari 2015 |       |            |            |
| Hiatus     | 3 december 2015 |       |            |            |
| The Indien | 22 maart 2024   |       |            |            |

### Singles
| Lied                    | Verschijnen       | Album | Hitlijsten | Hitlijsten | Hitlijsten  | Hitlijsten  | Hitlijsten   | Hitlijsten   | Opmerkingen                     |
| Lied                    | Verschijnen       | Album | BE (VL)    | BE (VL)    | NL (Top 40) | NL (Top 40) | NL (Top 100) | NL (Top 100) | Opmerkingen                     |
| Lied                    | Verschijnen       | Album | Piek       | Weken      | Piek        | Weken       | Piek         | Weken        | Opmerkingen                     |
| ----------------------- | ----------------- | ----- | ---------- | ---------- | ----------- | ----------- | ------------ | ------------ | ------------------------------- |
| Summer Night            | 31 juli 2015      | —     | —          | —          | —           | —           | —            | —            | —                               |
| The One                 | 25 oktober 2015   | —     | —          | —          | —           | —           | —            | —            | —                               |
| Blame You               | 11 januari 2020   | —     | —          | —          | —           | —           | —            | —            | —                               |
| Longtime Lover          | 1 oktober 2020    | —     | —          | —          | —           | —           | —            | —            | —                               |
| Born Again              | 10 september 2022 | —     | —          | —          | —           | —           | —            | —            | —                               |
| Be Yours                | 17 maart 2023     | —     | —          | —          | —           | —           | —            | —            | NPO Radio 2 TopSong             |
| Sleep When I'm With You | 4 augustus 2023   | —     | —          | —          | —           | —           | —            | —            | NPO Radio 2 TopSong             |
| Stay                    | 3 november 2023   | —     | —          | —          | —           | —           | —            | —            | 3FM Megahit                     |
| How Many Nights         | 8 maart 2024      | —     | —          | —          | —           | —           | —            | —            | 3FM Megahit                     |
| Dancing On My Feelings  | 4 oktober 2024    | —     | —          | —          | tip25       | 3           | —            | —            | 3FM Megahit NPO Radio 2 TopSong |
| Bobby                   | 21 februari 2025  |       |            |            |             |             |              |              |                                 |

- International Standard Name Identifier: 0000 0004 6937 4457
- MusicBrainz: 7eaf8ca0-ae2b-42e8-9e87-249f109aa556